# 法国皇家

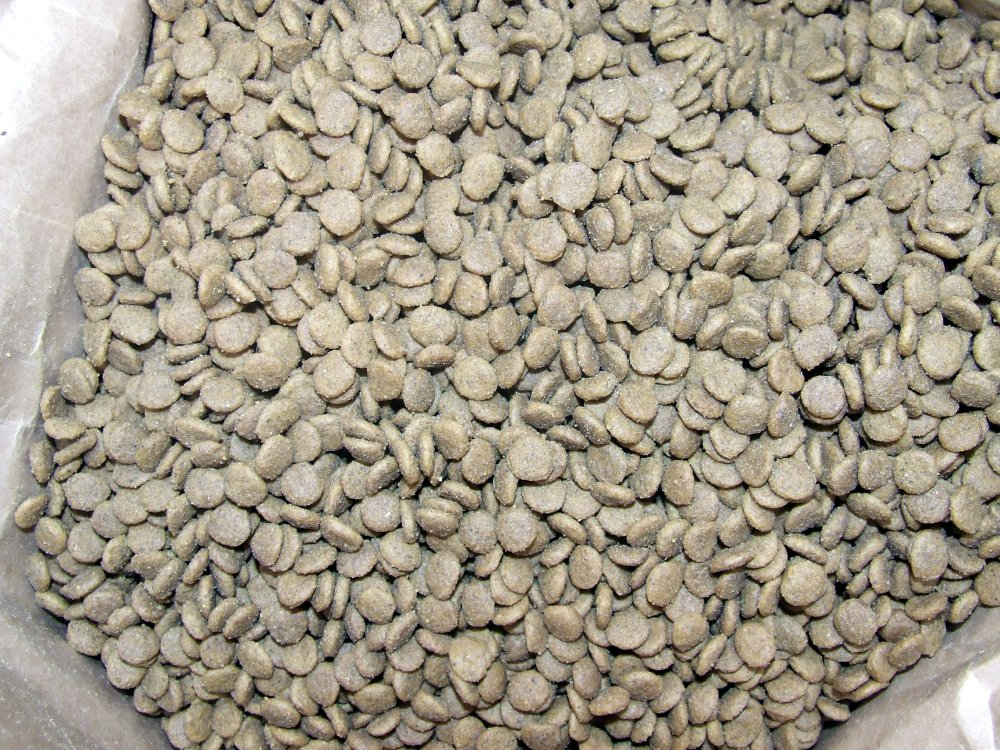
法国皇家初级狗粮

法国皇家（法語：Royal Canin），是法國一家宠物食品公司，業務為制造和供应狗粮和猫粮等寵物食品并销往全球。该公司还进行配方研究以及测试特殊品种的狗和猫的营养需求。
在成功用其在车库研制出的一种以谷物为基础的配方食物治愈了数只皮肤或皮毛状态有问题的宠物之后，一位法国兽医建立了法国皇家。再从美国进口了食品挤压机之后，该公司成为了法国第一家生产干的宠物食品公司。主要针对繁育者，法国皇家的产量稳定上升，并拓展到了整个欧洲市场。在1972年出售给Guyomarc'h集团后，公司又进入了更进一步的拓展阶段，特别是在研发方面。1990年，法国皇家被法国巴黎银行收购。该公司是巴黎证券交易所上市公司，但在被 玛氏食品收购之后，便从交易所退市。

## 历史沿革
公司是由法国兽医让·凯瑟于1967年建立。他曾是法国加尔省的一名乡村兽医，在他的执业过程中，他注意到很多人家的宠物都有一些健康问题，特别是皮毛状况的问题。凯瑟认为引起这个的是食物问题，所以他在车库中研制出来一种以谷物为基础的配方。
这种配方成功缓解了宠物遇到到健康状况，所以到了1968年，凯瑟将这种配方注册成了“法国皇家”的商标。他关闭了他的兽医诊所，开始专注于生产和销售这种食物。在从美国进口了食品挤压机后，法国皇家成为了法国乃至全欧洲第一个使用食品挤压机来制造宠物粮食的制造商。 目标市场主要是饲养员和和各种德国牧羊犬协会。凯瑟使用了在当时并没有被竞争者广泛使用的电视广告来推广产品。
产量一直逐步提高，到了1970年，凯瑟将“法国皇家”注册成为公司。公司接下来在法国艾马尔格开了一处更大的工厂，并开始拓展到整个欧洲市场。当时，公司一共聘用了40个工作人员来满足年5500吨宠物食品的产量。接着，在西班牙又开设了一处子公司——法国皇家伊韦里卡公司。但在1972年3月的时候，凯瑟将公司卖给了Guyomarc'h集团。 Guyomarc'h始建于1954年，是一个更大型，家族经营的动物饲料公司。
在Guyomarc'h集团旗下时期，公司再次得到扩张，特别是在研发领域。1973年，公司于布列塔尼的圣诺尔开了一处专门的研究中心。到1982年的十年中，公司又在意大利、瑞典、比利时、西班牙、德国和丹麦等多个国家都开办了子公司。而后，又在法国北部地区新建了工厂以服务于欧洲北部。
1990年，Guyomarc'h集团被法国巴黎银行收购。1993年法国皇家实现亏损，在接下来的一年，Guyomarc'h集团被分拆为四个独立的业务部门，其中之一仍然为法国皇家。法国巴黎银行本来想将法国皇家再次出售，但公司董事长成功说服银行使其在巴黎证券交易所上市。最终，法国皇家于1997年成功在巴黎证券交易所上市。公司公开发行的股份占全部股份的43%，使其公司市值达到45亿法郎。额外的募集资金使得公司有足够资金在1999年收购了皇冠宠物食品以及在2000年收购了詹姆士·维尔布拉福德品牌。 2001年7月，银行将法国皇家以超过15亿欧元出售给了玛氏食品。该款项中大约93%的部分都是支付给“商誉”。欧洲联盟委员会要求，只有法国皇家将其一部分资产处理给西班牙通用糖果公司，才同意该收购进行。
在被玛氏收购后，法国皇家从交易所退市。
2004年，法国皇家以8250万美元从德尔蒙食品收购了IVD，Medi–Cal和 Medi–Cal 这几个兽医级别的制造商/服务提供商。
截止2008年，在15亿欧元的销售收入中至少有80%均来自法国以外的市场。公司在全球所雇用的员工大约有4500人。

## 研究
法国皇家基于以科学研究来生产制造并于1973年在圣诺夫建立了最初的研究中心。接下来公司在80年代末期于密苏里州建立了研究中心，在巴西也建成了研究中心。产品主要在由80只猫和250只狗组成“焦点小组”测试。丹尼尔·克洛什博士是最早在公司位于法国的研究机构工作的科学家们中的一员，他被认为是研究狗类骨骼相关疾病的先驱之一。研究显示大型犬的骨类疾病可能是由饮食问题引起的，所以公司研发出不同食谱以解决该问题。1980年，法国皇家生产出一个专门针对给大型犬幼犬的新饲料AGR。同时期，公司还将其注意力转向生产猫的食物来满足特定的饮食需求。
深入的研究使得公司能够生产特定品种，健康需要，年龄和运动水平所需要的产品。90年代，亨利·拉瓜尔德成为公司的董事长并成为推动施行三个核心政策的推动力量。这三个核心政策分别为：宠物的生物学和心理学应被认真学习以提高公司的知识库；所有产品必须满足特定的需求， 研发部门有硬性规定要求公司的产品要做到其营养参数不能被兽医或大学提出异议；最后，对待动物和他们的营养需求应是“知识与尊重”而不是人性化。 公司的宗旨后来也随即变成“知识与尊重”。

## 兽医专业知识以及与繁育者关系
1994年期间，蓝嘉德认为公司应该有更多的和专业人员的合作。他坚持将“传统”一次全部替换掉，将所有原先“传统”一次都用“专业”一次替换掉
公司组建了训练有素的兽医学技术人员团队来帮助其他繁殖者和专业人士，并给与有用的建议。
法国皇家将这支已具规模并热爱动物的训练有素的销售人员团队描述为“大技师”（cynotechnicians），他们中的有些人是宠物秀中的裁判，有些已经在世界范围内得到广泛认知。 公司每年都会赞助并参与到成千场猫类或狗类秀当中。 公司2009年时，从英国冠军赛的赞助中撤出，但同时声称将会在其他狗类比赛中增加赞助。

## 兽医与同行评议期刊
在学术界的帮助下，公司还出版了关于狗和猫品种的百科全书，并翻译成了15种语言。还出版了一些关于育种和营养学的书，还有关于育种和兽医的出版。法国皇家还出版了还出版了季度刊物"FOCUS"，在全世界7万兽医间流通并翻译成为11种语言。"FOCUS"杂志现在更名为《兽医焦点》杂志。该杂志是除了写给沃尔瑟姆宠物营养中心的1450份兽医杂志以外的出版物。

## 工厂
法国皇家在全球共拥有十二家工厂。
公司总部位于法国南部的艾马尔格， 但其中一处工厂位于法国北部的康布雷。其他一部分工厂位于南非的约翰内斯堡，巴西的德斯卡尔瓦杜，以及阿根廷布宜诺斯艾利斯附近的岡薩雷斯卡坦。
其位于美国密苏里州罗拉的工厂只生产干粮。 2005年，公司该工厂还曾因违反清洁水法案二遭到罚款。
2004年，位于俄罗斯莫斯科附近德米特罗夫的工厂开始运转。法国皇家花费了1200万美元在工厂的建设上，预计年产值达到22000吨。
波兰政府宣布工厂于2006年2月在波兰涅波沃米采开始建设，总价值5千万欧元，可以解决超过150人就业。该工厂被描述为“公司所有财产中现代化程度排名第九“。之所以这么描述是因为这个同时要在工厂处建设一个实验室。
位于英国布里斯托尔附近凯利堡的工厂是公司在英国开设的第一家工厂并于2007年开始正式运营。年产量预计达到2000吨，雇佣员工80名。尽管这些目标被当地居民要求不断提升，另一些居民非常欢迎这个工厂。 自正式运营起，英国环境局就不断收到关于有"难以忍受的气味"的投诉。公司花费了100万英镑安装了碳过滤器已解决该问题。
2008年，公司投资7300万于加拿大安大略省的贵湖开始建立新的工厂。
位于南达科他州北苏城 的工厂是玛氏食品于2007年购买用以其名下宠物关怀品牌。但在2011年，该工厂改名为法国皇家，并开始生产宠物干湿粮。
法国皇家的的第12个工厂已于2009年在中国上海建设完成。

## 召回
截止2012年4月30日，2007年3月至4月期间美国食品药品监督管理局发布的诸多受“三聚氰胺的宠物食品召回”的品牌中并没有涉及到任何有关法国皇家一类、二类或三类的召回通知。

## 引起 争议的赞助
2013年，国际动物福利团体“四爪”控告法国皇家赞助的一个在乌克兰举办的活动涉及到了非法的鬥熊活动。 公司承认了这个指控 并承诺立即采取措施中止对这类活动的赞助。 随后该公司承诺解救鬥熊活动中的熊并开始与该国际动物福利团体进行谈判以确定一个详细的计划。

### 文献目录
- . 20min.ch.   [29 July 2013]. （原始内容存档于2015-06-10）.
- Baillie, Stuart. . Dog World.   [5 August 2013]. （原始内容存档于2013-08-10）.
- Batt, Elizabeth. . Digital Journal. 31 July 2013  [8 August 2013]. （原始内容存档于2021-04-11）.
- . The New York Times. 7 February 2004  [11 August 2013]. （原始内容存档于2013-08-11）.
- . Bloomberg Business Week.   [10 August 2013]. （原始内容存档于2013-08-10）.
- Durward, Jamie. . The Observer. 27 July 2013  [29 July 2013]. （原始内容存档于2013-07-28）.
- . listofcompanies.co.in.   [10 August 2013]. （原始内容存档于2013-08-10）.
- . FDA.   [5 August 2013]. 原始内容存档于2012-07-09.
- . just-food.com.   [11 August 2013]. （原始内容存档于2013-08-11）.
- Meller, Paul. . Marketing Week.   [14 August 2013]. （原始内容存档于2013-08-14）.
- . Northcliffe Media.   [11 August 2013]. （原始内容存档于2013-08-11）.
- . Dog World.   [5 August 2013]. （原始内容存档于2013-08-11）.
- . Crown Pet Foods.   [11 August 2013]. （原始内容存档于2013-08-11）.
- . Royal Canin.   [10 August 2013]. （原始内容存档于2013-08-10）.
- Peek, Sitala. . BBC.   [11 August 2013]. （原始内容存档于2013-08-11）.
- . All About Feed.   [10 August 2013]. （原始内容存档于2013-08-10）.
- . BBC.   [14 August 2013]. （原始内容存档于2013-08-14）.
- Pierce, Rachel. . Hoovers.   [5 August 2013]. （原始内容存档于2013-08-10）.
- . French – Lithuanian Chamber of Commerce.   [10 August 2013]. （原始内容存档于2013-08-10）.
- . All About Feed.   [10 August 2013]. （原始内容存档于2013-08-10）.
- . Four Paws. 31 July 2013  [8 August 2013]. （原始内容存档于2014-04-02）.
- . Royal Canin (Germany).   [29 July 2013]. （原始内容存档于2013-07-29）.
- . Royal Canin (UK).   [29 July 2013]. （原始内容存档于2016-04-04）.
- . PALiLZ.   [11 August 2013]. （原始内容存档于2013-08-11）.
- . PMR.   [11 August 2013]. （原始内容存档于2013-08-11）.
- . Bencer Construction.   [11 August 2013]. （原始内容存档于2013-08-11）.
- . Company histories.   [5 August 2013]. （原始内容存档于2013-08-10）.
- . Data Monitor.   [11 August 2013]. （原始内容存档于2013-08-11）.
- Thoenig, Jean-Claude; Waldman, Charles. . Palgrave Macmillan. 2006. ISBN 978-0-230-57948-4.
- . All About Feed.   [10 August 2013]. （原始内容存档于2013-08-10）.
- . International Veterinary Information Service.   [10 August 2013]. （原始内容存档于2013-08-14）.
- Ziggers, Dick. . All About Feed.   [10 August 2013]. （原始内容存档于2013-08-10）.